# کومانه
کومانه (به صربی: Kumane) یک منطقهٔ مسکونی در صربستان است که در Novi Bečej Municipality واقع شده‌است. کومانه ۲۰۱ نفر جمعیت دارد و ۸۰ متر بالاتر از سطح دریا واقع شده‌است.